# Primošten
Primošten (Italiaans: Capocesto; Duits: Groß Kap-Zesto) is een gemeente in de Kroatische provincie Šibenik-Knin.
Primošten telt 2992 inwoners. De oppervlakte bedraagt 57,18 km², de bevolkingsdichtheid is 52,3 inwoners per km².
Steden (gradovi): Šibenik · Drniš · Knin · Skradin · Vodice

Gemeenten (općine): Bilice · Biskupija · Civljane · Ervenik · Kijevo · Kistanje · Murter-Kornati · Pirovac · Primošten · Promina · Rogoznica · Ružić · Tisno · Tribunj · Unešić